# IPTF14hls
IPTF14hls — сверхновая с необычными свойствами, вспыхивавшая непрерывно в течение последних трёх лет (по состоянию на 2017 год). До этого вспышка произошла в 1954 году. Ни одна из предложенных теорий не объясняет полностью всех аспектов данного явления.

## Наблюдения
Звезда iPTF14hls была открыта в сентябре 2014 года в рамках обзора PTF Паломарской обсерватории, данные были опубликованы в ноябре 2014 года в рамках обзора CRTS survey под обозначением CSS141118:092034+504148. В январе 2015 года информация о вспышках подтвердилась. В то время считалось, что наблюдалась единственная вспышка сверхновой II-P типа, которая должна ослабнуть в течение 100 дней, однако же вспышки возобновлялись в течение более 600 дней с переменной яркостью по крайней мере 5 раз. Яркость менялась на величину до 50 %, достигая пяти пиков. Также вместо охлаждения со временем, как происходит при вспышке сверхновых типа II-P, объект сохранял почти постоянную температуру около 5000-6000 K. Исследование более старых фотографий неба показало, что в 1954 году была вспышка в том же направлении на небе. С 1954 года звезда взрывалась 6 раз.
Исследования сверхновой в основном проводятся под руководством Iair Arcavi. Его международная группа исследователей использовала спектрометр LRIS телескопа «Кек-I» для получения спектра галактики, в которой звезда находится, а также спектрограф DEIMOS телескопа «Кек-II» для получения спектров высокого разрешения самой необычной сверхновой.
Галактика, в которой находится iPTF14hls, является карликовой галактикой со звездообразованием, содержание металлов мало; слабое поглощение в линии железа в спектре сверхновой согласуется с низкой металличностью объекта-предшественника. Исследование показало, что взорвавшаяся звезда была по крайней мере в 50 раз массивней Солнца. Также учёные отмечают тот факт, что темп расширения выброшенного вещества оказывается ниже, чем у всех других исследованных сверхновых, в 6 раз, как будто вспышка происходит в замедленном режиме. Однако же, если бы это было следствием релятивистского замедления времени, то наблюдалось бы смещение линий в спектре в красную область, в 6 раз меньшее по сравнению с обычными сверхновыми, что не согласуется с наблюдениями. В 2017 году скорость расширения оценивалась в 1000 км/с.

### Наблюдения в будущем
iPTF14hls представляет собой происходящее в настоящее время явление. Наблюдения в ряде длин волн необходимы для понимания природы подобных необычных объектов. После того, как объект в конечном итоге станет остатком сверхновой, можно ожидать появления новых гипотез о природе звезды-предшественника и механизма вспышек. Группа Arcavi предполагает проведения дальнейших исследований в различных областях электромагнитного излучения совместно с наблюдателями на других телескопах. Среди указанных телескопов упомянуты Северный оптический телескоп и космическая обсерватория Swift, космический телескоп Fermi, а телескоп Хаббл начал проводить наблюдения этой области в декабре 2017 года.

## Гипотезы
Современные теории показывают, что звезда утратит весь водород в течение первой вспышки сверхновой; в зависимости от начального размера звезды остаток образует нейтронную звезду или чёрную дыру, поэтому наблюдаемое явление считается первым в своём роде. На данный момент не существует теории, которая объясняла бы наблюдения. Ни одна из представленных ниже гипотез не объясняет механизм сохранения водорода или наблюдаемую энергию. Согласно работам Iair Arcavi, открытие данного объекта потребует уточнения существующих теорий о механизмах вспышек или же разработки нового сценария вспышек, способных
1. создавать такие же спектральные характеристики, как и у обычных сверхновых типа II-P, но эволюция спектра замедлена в 6-10 раз;
2. обладать энергией для поддержания кривой блеска, при этом не создавая узких линий или сильного радио- и рентгеновского излучения, свидетельствующего о взаимодействии с околозвёздным веществом;
3. создавать по крайней мере пять пиков на кривой блеска;
4. отделять область фотосферы, создающую линии, и область непрерывного излучения;
5. сохранять постоянный градиент скорости в течение более 600 дней.

### Антивещество
Одна из гипотез включает предположение о сгорании антивещества в ядре звезды; данная гипотеза утверждает, что массивные звёзды становятся такими горячими в ядре, что их энергия преобразуется в вещество и антивещество, благодаря чему звезда становится крайне нестабильной и создаёт вспышки в течение нескольких лет. Антивещество при взаимодействии с обычным веществом приводит к взрывам, которые выбрасывают внешние слои звезды; такой процесс может продолжаться десятилетиями до финального мощного взрыва и коллапса в чёрную дыру.

### Пульсирующая парно-нестабильная сверхновая
Другая гипотеза включает предположение о пульсирующей парно-нестабильной сверхновой, массивной звезде, способной терять половину массы до начала серии мощных вспышек. При каждом проявлении пульсации вещество, улетающее с одной звезды, может сталкиваться с улетевшим ранее веществом и создавать яркие вспышки, похожие на взрывы сверхновой (см. псевдосверхновая). Однако энергия, созданная iPTF14hls, превышает предсказываемую в рамках данной гипотезы.

### Магнетар
Модель магнетара также может объяснить многие из наблюдаемых особенностей вспышки, но она даёт более гладкую кривую блеска и может потребовать изменений мощности магнитного поля.

### Ударное взаимодействие
Ещё одна гипотеза, основанная на спектре излучения, предполагает, что характер спектра свидетельствует о ударном взаимодействии выброшенного вещества с плотным околозвёздным веществом.
В декабре 2017 года на основе данных телескопа Fermi группа исследователей сообщила, что у iPTF14hls, возможно, впервые зарегистрировано мощное гамма-излучение. Источник гамма-излучения возник приблизительно 300 дней спустя после вспышки iPTF14hls и до сих пор (апрель 2018 года) наблюдается, но для доказательства того, что именно iPTF14hls является источником гамма-излучения, требуются дополнительные наблюдения. Если связь между iPTF14hls и источником гамма-излучения действительно существует, то возникают сложности с моделированием гамма-излучения в рамках ускорения частиц в ударной волне, создаваемой вспышкой. Необходима высокая эффективность преобразования энергии, поэтому предполагается, что
для объяснения некоторых свойств наблюдательных данных необходимо наличие джета от близкого компаньона. Рентгеновское излучение не наблюдалось, что делает интерпретацию наличия гамма-излучения особенно сложной задачей.

### Common envelope jets
Данная гипотеза предполагает существование псведосверхновой с джетами в общей оболочке (англ. common envelope jets supernova impostor), возникающей на нейтронной звезде-компаньоне. Гипотеза представляет механизм нового вида повторяющихся вспышек, возникающих при входе нейтронной звезды в оболочку массивной звезды на поздней стадии эволюции и аккреции вещества оболочки с появлением джетов, взаимодействующих с окружающим веществом." Выброшенное вещество может достигать скорости 104 км/с.